# ریک بری
ریک بری (انگلیسی: Rick Barry؛ زاده ۲۸ مارس ۱۹۴۴) یک بازیکن بسکتبال اهل ایالات متحده آمریکا است.
ریک پرتاب های ازاد را به روش مخصوص خودش(از سطح کمر)انجام می‌داد که در این زمینه رکورد دار است